# Wirus SARS

Schemat budowy wirionu koronawirusa

Wirus SARS, SARS-CoV (ang. severe acute respiratory syndrome coronavirus), SARS-CoV-1 – wirus z rodziny koronawirusów, będący czynnikiem etiologicznym ciężkiego ostrego zespołu oddechowego (SARS). Został zidentyfikowany w 2003 roku. Uważa się, że jest to wirus pochodzący od zwierząt, być może nietoperzy, za sprawą których rozprzestrzenił się na inne zwierzęta (cywety), a także ludzi. Pierwsze przypadki zakażeń wirusem SARS wśród ludzi odnotowano w 2002 roku w prowincji Guangdong w południowych Chinach.

## Opis
Jest to wirus RNA należący do koronawirusów. Średnica cząsteczki wirusa wynosi 70−100 nm, a genom zawiera 29751 lub 29727 nukleotydów (w zależności od szczepu) i jest to największy znany wirus RNA. Ponieważ cały genom wirusa został odczytany, wiadomo, że w 50−60% jest on identyczny z innymi koronawirusami.
Różnice w budowie i innych cechach morfologicznych, a także klinicznym przebiegu zachorowań, pozwalają stwierdzić, że jest to nowy wirus, odmienny od dotychczas znanych koronawirusów, które u człowieka powodują łagodnie przebiegające infekcje dróg oddechowych i przewodu pokarmowego. Przypuszcza się, że do powstania nowego wirusa mogło dojść w wyniku transdukcji obcych genów lub rekombinacji z innymi koronawirusami.
Czas wylęgania: 2−10 dni, maksymalnie do 14−20 dni.
Wirusa wyhodowano z wydzielin z dróg oddechowych, w ślinie może się znajdować 100 mln cząstek wirusa w 1 ml. Niewielkie ilości wirusa można stwierdzić w moczu i surowicy.
Przeciwciała przeciwwirusowe w klasie IgG zaczynają się pojawiać w surowicy ok. 9−10 dnia od zakażenia. Do celów diagnostycznych zaleca się oznaczanie w surowicy w 21. i 28. dniu od początku choroby.
Do zakażenia dochodzi najczęściej drogą kropelkową, a także przez kontakt zakaźnego materiału z błonami śluzowymi. Udowodniona jest możliwość zakażenia przez kontakt z kałem osoby chorej. Ponieważ przy wykonywaniu procedur medycznych istnieje większa możliwość kontaktu z wydzielinami chorego, stosunkowo często dochodzi do zakażeń wśród personelu medycznego.

## Zakażenia
Pierwsze zakażenia wirusem SARS wystąpiły w listopadzie 2002 roku w mieście Foshan w prowincji Guangdong w Chinach. Stopniowo doszło do rozprzestrzenienia się wirusa na inne rejony Chin, inne kraje Azji, a potem, drogą podróży lotniczych, inne kraje świata. Przypuszcza się, że do pierwotnego zachorowania doszło w wyniku kontaktu ze zwierzętami trzymanymi w klatkach na targu. Stwierdzono zakażenie cywet, fretek i kotów wirusem SARS.
16 kwietnia 2003 roku Światowa Organizacja Zdrowia ogłosiła, że wirus SARS, należący do rodziny koronawirusów nowy patogen nigdy przedtem nie spotykany u ludzi jest przyczyną ciężkiego ostrego zespołu oddechowego (SARS). Zidentyfikowanie wirusa było efektem ścisłej współpracy 13 laboratoriów z 10 krajów.